# Bart van den Bossche
Bart van den Bossche (Ostende, Bélgica, 17 de abril de 1964 - Lint, Bélgica, 6 de enero de 2013) fue un cantante, actor y presentador belga de radio y televisión. 

## Biografía
Van den Bossche se crio en Courtrai, a la que dedicó su canción La ciudad de mi juventud ("De stad van mijn jeugd"). Durante sus estudios de humanidades empezó a tocar la guitarra y cantar. Después de su graduación fue al conservatorio de Bruselas. Su estilo musical estuvo fuertemente influenciado por Johan Verminnen y Raymond van het Groenewoud, mencionado en su canción Tengo Casi Todo ("k heb bijna alles").
Su primer éxito fue Overstuur en 1986.
Bart Van den Bossche murió el 6 de enero de 2013.

## Discografía
- 1992: Bouillon de charme.
- 1992: De heuveltjes van Erika (single).
- 1993: Wakker!
- 1996: Kermis in de Hel.
- 1998: Het houdt nooit op.
- 1999: Bijna Alles, a "best of" double CD.
- 2002: De Zotte Avond.